# 黄乃裳
黄乃裳（1849年—1924年9月22日），原名久美（也有写作玖美、九美），字绂丞，号慕华，晚号退庵居士。福建省福州府閩清縣六都湖峰（今坂东镇湖头村）人，基督徒。是中国清末民初的华侨领袖、民主革命家、教育家。
黄乃裳在基督教美以美会服务多年，又曾参与公车上书、百日维新以及辛亥革命。他同时也是一位侨领，曾率领福州移民开垦婆羅洲砂拉越的诗巫（新福州），诗巫的福州族群繁衍至今。

## 早期经历

### 出身
黄乃裳出生于福州府闽清县六都湖峰村，家中世代务农，其父兼为木匠，家境贫寒。黄乃裳少年时半耕半读，以奉养家庭。

### 皈依基督教
同治五年（1866年），基督教美以美会的薛承恩、谢锡恩、李承恩等牧师来闽清传教，黄乃裳与他们研讨教理，是年十一月，黄乃裳与其叔黄福居受薛承恩牧师洗礼，皈依了基督教。信教之初，黄乃裳等人受到了村民的排挤，但由于村人同属于一个宗族，教徒们并没有受到更大的伤害。后来，皈依者渐多。1867年冬，许扬美牧师被派到闽清传道，将黄乃裳收为助手，授劝士职，并向他讲授圣经。自此黄乃裳开始研修英文，接触和学习西方文化知识。谈到皈依基督教的原因，黄乃裳认为他因为信仰孔孟之道的人言行不一而感到困惑，而在基督教中才找到了胜诸罪恶的途径。

### 供职美以美会

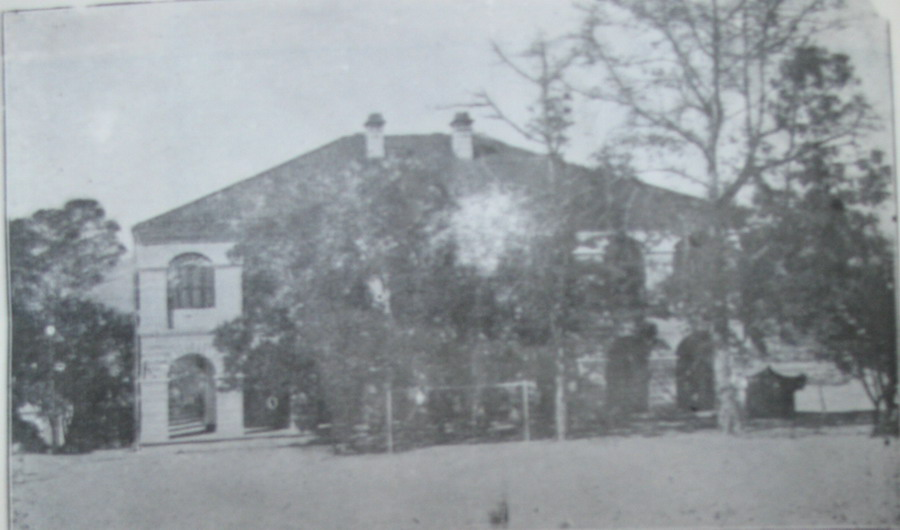
黄乃裳曾工作过的福州英华书院

同治八年（1869年），黄乃裳母亲去世，他一度哀伤成疾。这一年，黄乃裳考进为美以美年议会会员，派主福州东街福音堂传教。1871年起，随许扬美牧师在古田、尤溪、沙县、顺昌、洋口、延平等地传教。1873年夏，黄乃裳与元配谢氏结婚，谢氏是侯官五都谢必福的长女，毕业于公理会保福山中女学校。是年秋，被推举为美以美年议会书记，并连续5年担任该职。
1871年，黄乃裳被保灵牧师（Rev. S. L. Baldwin）聘为文案，此后翻译《美以美会纲例》，作《拜日学之庇哩亚问答》百余册，主办《郇山使者》月报数十册，同时也帮助薛承恩牧师翻译《天文图说》、《圣经图说》和《卫斯理传》，帮助武吉林牧师翻译《丁大理传》、《哥林多注》等书籍，并在业余从事用福州语翻译旧约但以理书的工作。
黄乃裳力倡建立福音、培元、英华3个教会书院。光绪七年（1881年），福州初设英华书院，面对教会中一部分传教士的反对，黄乃裳和英华校长武林吉等人力挺在英华、福音、培元三校传授英文和科学，并与二弟黄乃英等人参与授课。

## 投身科举

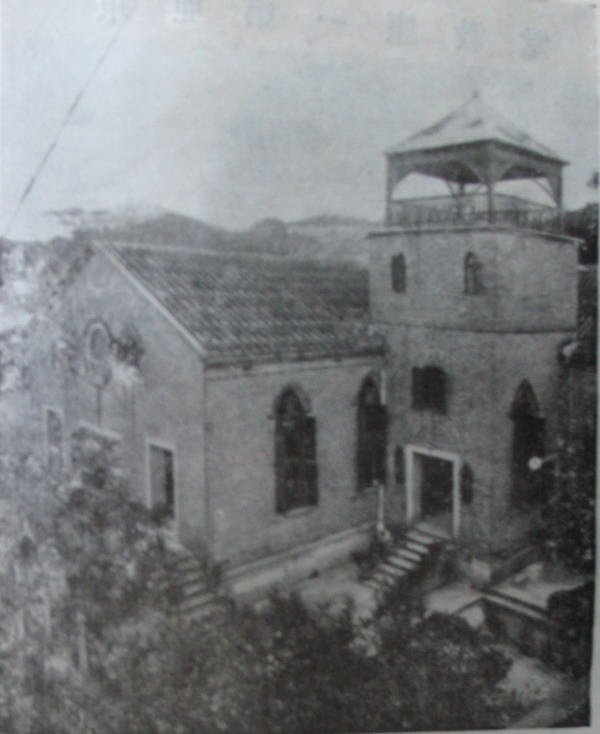
黄乃裳曾供职过的福州天安堂

在教会期间，黄乃裳有感于教会中缺乏有重大社会影响力的文人学士和上流社会人才，因此他决定走上传统的科举道路，通过科举仕途来扩大基督教的影响。光绪三年（1877年），黄乃裳以第二名中了秀才。光绪甲申年（1884年），黄乃裳父亲病故。光绪二十年（1894年），黄乃裳以第三十名中举人。

## 百日维新前后
光绪二十年（1894年），中日甲午战争爆发。在黄海海战中，黄乃裳的三弟，担任致远舰副管带的黄乃模与邓世昌一起殉国。黄乃裳深慨国家内忧外患，政治腐败，社会堕落，于是弃八股而从新学。他在北京结交了康有为，并参与了公车上书运动。1896年，在福州创办了福建最早的报纸《福报》，鼓吹维新。
光绪二十三年（1897年）入京会试，被选为拔贡。八次上书要求维新。戊戌变法开始以后，结交六君子，并向李鸿章、翁同龢讲述新学，与丁韪良、刘海澜讨论变法维新。变法失败之后，遭清政府通缉，乘船赴上海避难，旋即回闽。

## 垦殖南洋

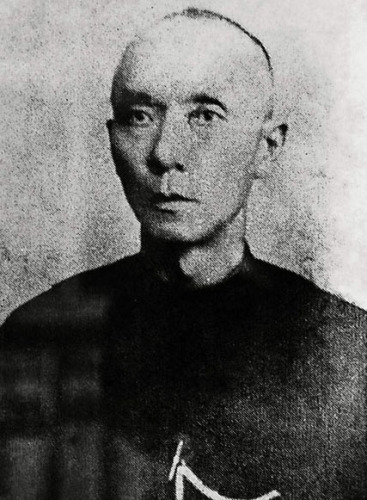
青年时代的黄乃裳

戊戌变法失败以后，黄乃裳回到福建。念及福建民生困难，他想到前往南洋寻觅可以移民垦殖的地点，一方面为穷困的同胞开辟生活的路径，另一方面也为逃避慈禧的专制统治。

### 勘察订约
1899年9月，黄乃裳举家来到新加坡，并担任《星报》主笔。在此期间，他到马来亚、苏门答腊、荷属东印度群岛等地勘察移民点。1900年4月，在女婿林文庆的介绍下，黄乃裳前往砂拉越的拉让江流域考察。当时砂拉越地广人稀，荒地众多，因此拉者很希望华人来垦荒。古晋的闽南籍华人甲必丹王长水将黄乃裳引荐给砂拉越第二代拉者查尔斯·布鲁克。1900年5月下旬，黄乃裳以港主的身份与查尔斯·布鲁克订立恳约，选定今日诗巫郊区新珠山为垦区。垦区在拉让江两岸，右起船溪美禄到罗马湾，左起亚山港到开汊港为止。砂拉越政府负责贷款给移民。

### 开垦诗巫

#### 第一批移民
1900年9月，黄乃裳与永福人力昌抵闽开始招工。黄在闽清、古田、闽侯等地招到五百余人，而力昌在永福只招到数人。1900年12月23日，帮办力昌与陈观斗先行率领第一批移民91人由福州乘“丰美”号船动身前往诗巫。这91人都来自闽清、古田，男女老幼皆有，而且来自士农工商医等各行各业。8日后船抵新加坡。翌年1月12日才接着前往诗巫，其间有部分人离开，因而1901年2月20日抵达诗巫新珠山的第一批福州籍移民一共为72人。

#### 第二批移民
1901年2月7日，黄乃裳亲自带领第二批535名福州籍移民由福州起航，经厦门来到新加坡。在新加坡，移民误信谣传以为被“卖猪仔”，一度发生骚乱。黄乃裳矢诚誓言，并得美以美教会林称美牧师前来安抚，骚动才得平息。1901年3月5日，移民们乘船离开新加坡，经古晋入拉让江口，3月16日，船中的古田籍移民在黄师来（王士来）登陆，闽清籍移民前往诗巫登陆。

#### 第三批移民
1902年1月，黄乃裳在闽侯、闽清、永泰、古田、屏南、福清等县邑招到五百余农工。黄乃裳租用一艘美国商船，率移民于1902年5月24日由福州启程，经香港直达古晋，6月7日到达诗巫。至此黄乃裳召集的一共1118名福州垦荒者全部抵达，其中基督徒占到了三分之二。

#### 垦场经营

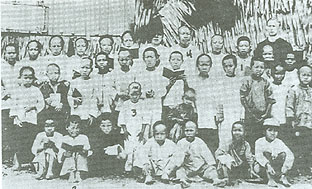
1903年新珠山英华学校的学生与校长富雅各牧师等合影，当时大多数的学童非但留有辫子，而且还一副满清朝代的装束。

黄乃裳将诗巫命名为“新福州”。为了经营垦场，黄乃裳前后两次共向拉者借贷4万元，建6间亚答厝于新珠山，作为农工的住处。新珠山早期名为“船溪买拉”（Sungai Merah），马来语意即红水河，因其水呈红褐色。黄乃裳更其地名为新厝安（马来语：Seduan），期望此地能顺利开垦安家。
黄乃裳分给每个农工5英亩地来种植。初来乍到的福州人不习惯当地的气候，多有传染病，且要去摸索新的耕作技术，生活十分艰苦。
为方便民众，黄乃裳在诗巫埠江边建立店铺，名为“新福州垦场公司”（也叫“新福州总公司”），仅出售米盐糖布和咸鱼等，以福州农工为主顾。因垦场经营困难，黄乃裳在新珠山、上坡、下坡、黄师来、南村等各垦场收十分之一的捐来维持经营。在诗巫期间，黄乃裳倡建五所教堂，一所小学校。
1903年元宵，福州族群与后来迁入的广府族群在舞龙舞狮活动中发生械斗，经黄乃裳与广东侨领邓恭叔等排解才得平息。此后为避免械斗，拉者令福州人往拉让江诗巫以下发展，广府人往诗巫以上发展。这种划分规定直到1941年才被打破。

### 返乡归国
1904年6月，在开垦诗巫4年之后，黄乃裳将垦场的管理工作托付给美国牧师富雅各（Rev. James Mathews Hoover），悄然回国。
关于黄乃裳回国的原因，据他自己说，是因垦务已成，自己身体又欠佳，且欲回国参与革命事宜。而美以美教会的传记中仅仅提到是因为受孙中山感召而欲回国宣传革命。另一个重要原因在于垦场的经营不力，黄乃裳债务加重，向移民收捐来维持垦场运转，引起拉者政府的不满，最终迫使黄乃裳离开。刘子政在他的书中提到了当时垦区流传着黄乃裳只抽古田人的捐而不收闽清人的捐等谣言；并且黄乃裳亏欠古田人刘鼎臣药店钱款，被刘鼎臣控诉于拉者政府，导致拉者要求他或是偿清债务，或是取消捐税并离开砂拉越；另外一点就是拉者担心黄乃裳的势力过大，影响他的统治。而中国福州的地方志中将黄归国的原因归结为因黄乃裳拒绝在垦区卖鸦片、开赌场而触怒沙捞越政府，被当局驱逐。
黄乃裳离开后，富雅各牧师继续带领福州移民垦殖，并引种橡胶，使得诗巫的经济逐步繁荣起来。

## 辛亥革命時期

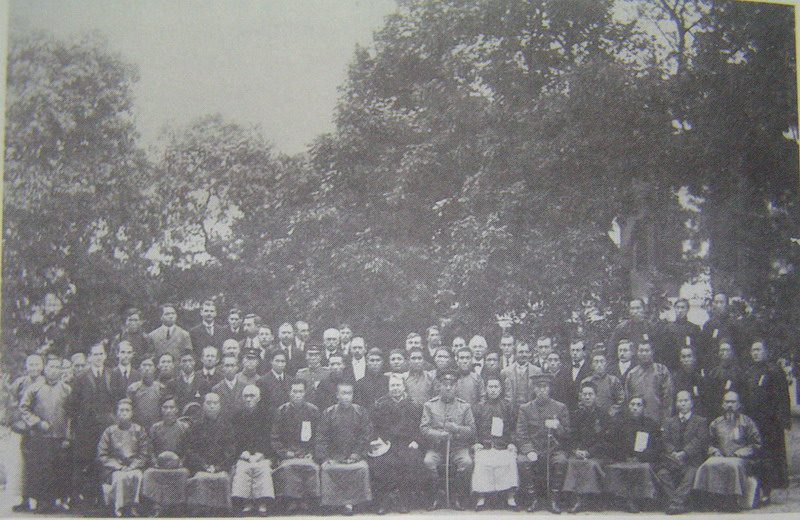
1911年福建军政府内阁合影，黄乃裳位于前排左起第四位

### 归国之初
光绪二十六年（1904年）7月，黄乃裳在经新加坡抵上海回国，在上海会见了旅沪闽籍学生以及宋教仁、蔡元培、马相伯等人。1905年初，黄乃裳被厦门同文书院聘为教师，并在校内宣扬革命思想。对此，中国同盟会福建支会会长郑祖荫评价到：“厦门革命种子之散播，实由黄乃裳先生教同文书院始。”同年3月，黄乃裳受聘主办厦门《福建日日新闻》，因美国吞并菲律宾后严格限制闽人移民菲律宾，黄乃裳在报中抨击美国政府，导致报纸被罚停刊，复刊后更名为《福建日报》。
光绪三十二年（1906年）6月，黄乃裳赴新加坡，于晚晴园向孙中山汇报福建形势，并加入同盟会。此后他在国内外各地宣传革命，抨击康梁的保皇说。光绪三十三年（1907年）参与策划了潮州黄冈起义，同年回到故乡闽清创办教育和实业。

### 君主立憲改革
宣统元年（1909年），清政府开始推行立宪，福建成立了福建省谘议局，黄乃裳被推举为常驻议员，他也是当时谘议局议员中唯一一位同盟会会员。在谘议局，黄乃裳提交了大量详细的议案，比如设立水上警察部队、振兴和管理福建的农业与林业、将福建划为4个次级行政单位（原来的是9个）并分别创建农业学校、禁止种植鸦片等等。对于佃农向省谘议局提请的申诉，他站在佃农一边与其他议员进行辩论。1910年，黄乃裳开始担任福州基督教青年会会长。

### 中華民國創建

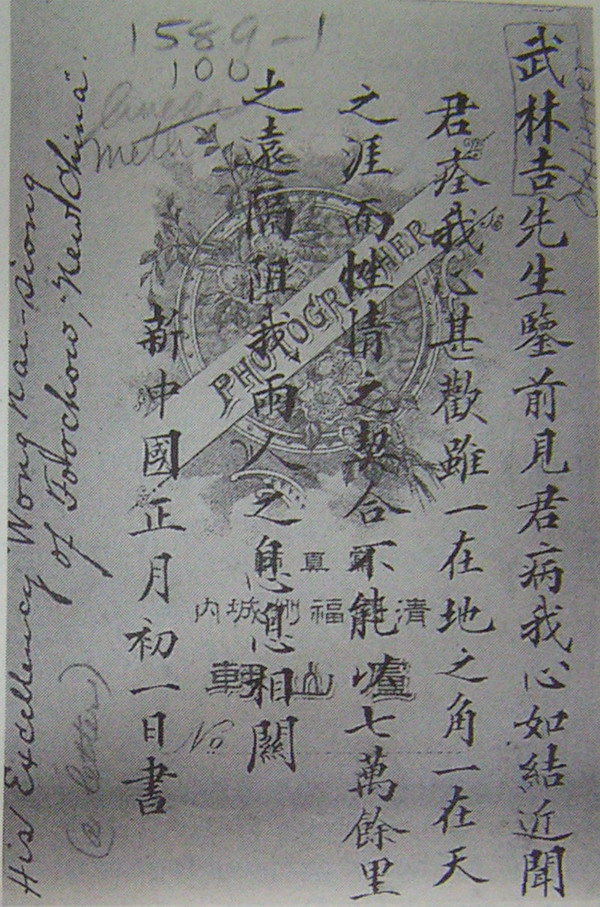
1912年元旦黄乃裳在自己照片背面给武林吉的题字

宣统三年（1911年），黄乃裳担任英华、福音、培元三校教务长。2月，在福州主办《左海公道报》。福州光复前夕的3月18日晚，他将学生集合于自己家中编为炸弹队。3月19日福州光复，同孙道仁一起率桥南社党部入城安民并组织临时军政府，黄乃裳任政务院副院长兼交通司司长。为解决临时政府的财政困境，他以个人名义电请南洋华侨捐款。

### 辞去公职
在任上，黄乃裳致力于振兴教育和实业，积极吸引侨商投资。因劳累过度，1912年以病辞职返乡。关于黄乃裳辞职的另一说是，在1912年，福建省政府政务院院长湖南籍军官彭寿松被指责打压闽籍官员，以及策划谋杀一名闽籍官员和一位在报纸上抨击他的记者。黄乃裳不满于彭寿松的暴虐，辞去公职，并积极帮助起诉彭寿松。但在压力下，省法院判彭无罪，直到北京方面施加压力以及彭寿松与湖南军队调离福建以后，省法院才宣判彭有罪。同年，他也辞去了福州基督教青年会会长之职。返乡以后，黄乃裳在闽清兴办教育和水利。

### 受迫害入狱
1914年正月，袁世凯为迫害同盟会会员，指使闽清县知事诬陷黄乃裳阻挠烟禁，并判其无期徒刑入狱。在海内外多方营救下，政府数月后释放黄乃裳，福建省长汪声玲也因处理失当而被撤职。

## 晚年活动

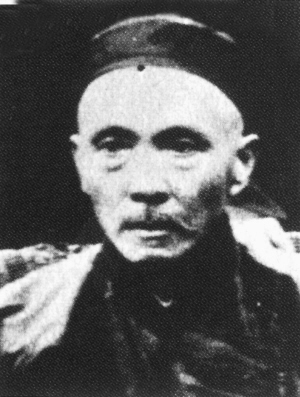
黄乃裳晚年

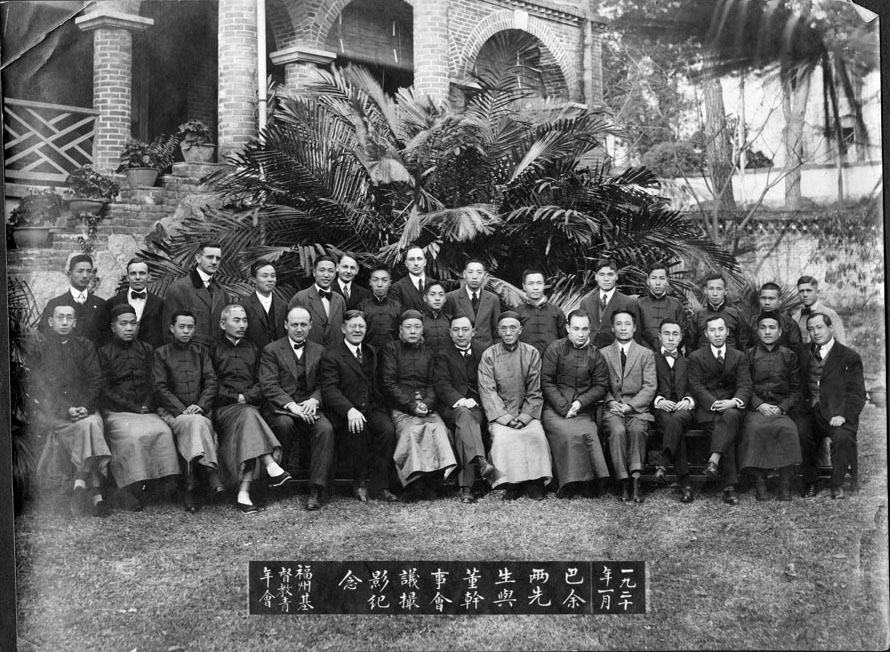
福州基督教青年会干事1920年合影，前排右七为黄乃裳

出狱后，黄乃裳致力于在闽清开凿福斗圳用于农业灌溉，工程于1919年2月完工。1916年，他在福州创办伸报。
1920年12月1日，孙中山在广州重组军政府，为福建军阀李厚基所不容的黄乃裳离开福建，应邀出任元帅府高等顾问。1921年6月，因身体原因返闽休假。在福建期间，先后被林森和萨镇冰聘为福建省长公署高等顾问。
1924年7月，黄乃裳因肝病回闽清休养。同年9月22日病逝于闽清城关梅城镇。

## 身后

### 福州
1949年5月18日，闽清各界公葬黄乃裳于六都湖峰。1979年12月，中国福建闽清县坂东湖头黄乃裳纪念馆落成，翌年，黄乃裳铜像完工。1991年，黄乃裳、黄乃模兄弟陵园被福建省列为省级文物保护单位，并于2001年成为为爱国主义教育基地。1995年，闽清坂东镇湖头街被命名为“乃裳街”；是年，闽清县城台山公园内的黄乃裳纪念馆落成，并于翌年成为爱国主义教育基地。2005年2月18日，黄乃裳雕像在闽清坂东镇湖头村落成。1947年5月13日，福州市参议会将台江区帮洲的万侯街改名为乃裳路，以纪念黄乃裳曾在该路上的闽清会馆讲学，文化大革命期间该路一度更名树新路，中共十一届三中全会后重新恢复为乃裳路。

### 詩巫
1958年，砂拉越诗巫市命名一条新街为乃裳路。1961年3月16日，诗巫举行垦场六十周年纪念大会，为港主黄乃裳纪念像揭幕。1967年，黄乃裳中学在诗巫创办。2001年的3月16日，诗巫福州垦场百年纪念之时，黄乃裳纪念公园和黄乃裳纪念碑开园揭碑。

## 生平贡献

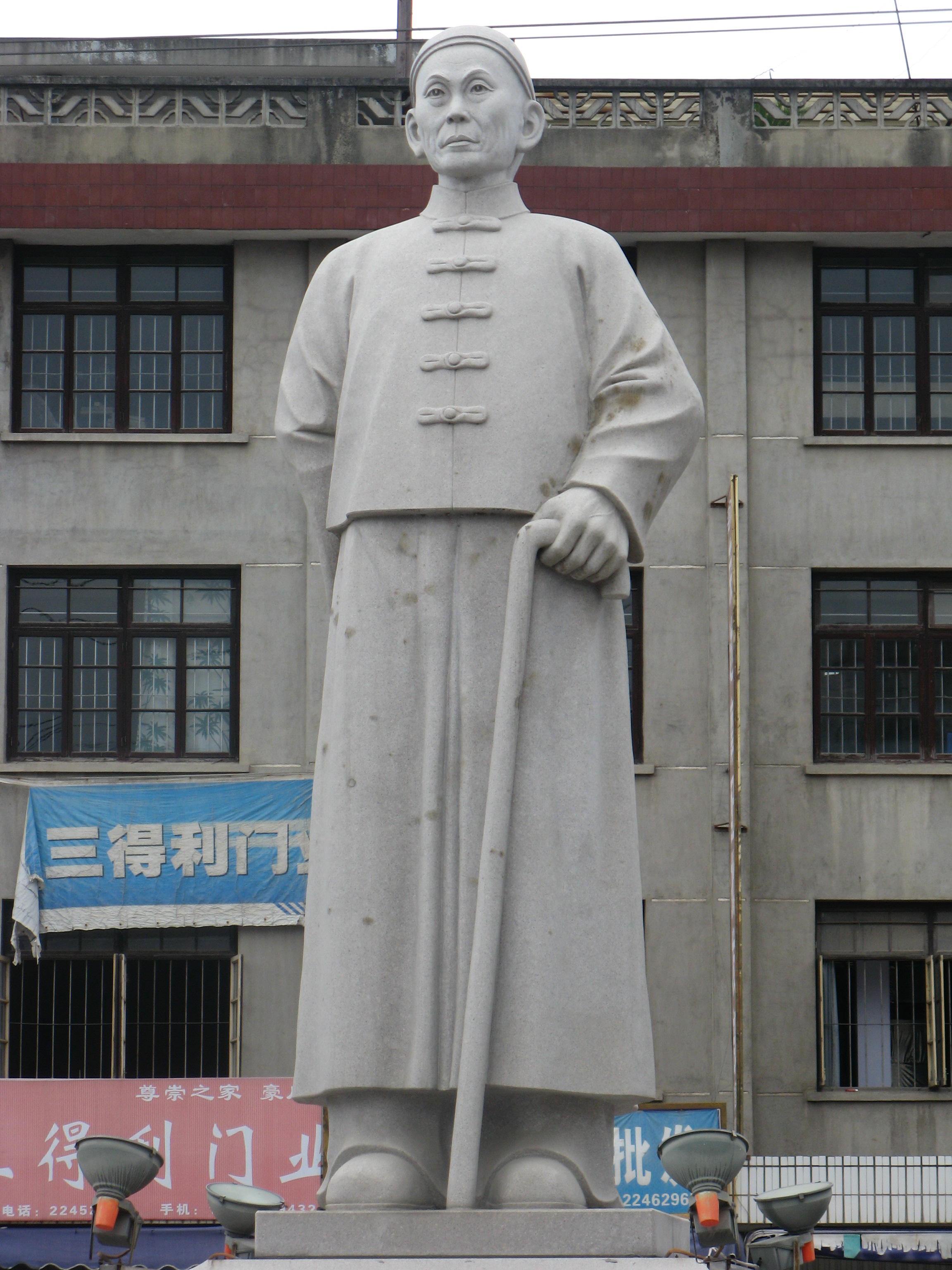
黄乃裳雕像，摄于闽清县坂东镇

### 中国革命
1894年起，黄乃裳先后参加了公车上书和戊戌变法运动。戊戌变法失败后，“知非革命不足以救亡拯毙也”，遂转向革命，结交孙中山并加入同盟会。福建谘议局成立以后，成为谘议局中第一位同盟会籍的常驻议员。辛亥革命中参与光复福州；中華民國成立後，則留於临时军政府中任职。1920年又进入孙中山的广州军政府协助工作。

### 教会工作
黄乃裳早年在美以美会中承担传教工作，1869年考进为美以美年议会会员，1874年被推举为美以美年议会书记，并连续5年担任该职。后来又到教会学校中传授新知识。1910年，黄乃裳开始担任福州基督教青年会会长，直至1913年冬辞职，其间领导筹建苍霞洲福州基督教青年会会所。生平翻译和写作基督教作品多部。

### 社会公益

#### 办学
黄乃裳在美以美会中积极推动创建英华、福音、培元三所新学校及教授新知识。

#### 移民
1900年，黄乃裳为解决福州农工民生问题，组织福州人向砂拉越诗巫大移民，在诗巫建立了新福州垦场，诗巫的福州族群繁衍壮大至今。

#### 办报
黄乃裳一生六次参与办报，分别是《郇山使者》、《星洲星报》、《福建日日新闻》（《福建日报》）、《左海公道报》、《福报》、《伸报》。

#### 水利
黄乃裳在政府中及卸任返乡后，推动了教育、水利、实业等诸多公益事业。比如在闽清筹资修筑了长达26里的“福斗圳”灌溉工程。

#### 禁烟
宣统年间，万国禁烟会会长丁义华来福建鼓吹禁烟，黄乃裳召集闽中基督徒辅助禁烟，并联合全省教会领袖致信英王，要求杜绝鸦片出口中国，以保全中華民國與英國邦交。
还有说法认为黄乃裳离开诗巫与他拒绝在诗巫开放鸦片贸易有关。

#### 闽语
黄乃裳早年业余从事用福州语翻译旧约但以理书的工作。后来还主编了《福州音普通字教科书》2册，将《戚林八音》中的15标音，36字母和17个拉丁字母相结合，再用拉丁字母拼写福州语。黄乃裳也能说闽南语。

## 著述

### 译作
- 《美以美教会纲例》（同保灵牧师）
- 《天文图说》、《圣经图说》、《卫斯理传》（同薛承恩牧师）
- 《丁大理传》、《哥林多注》（同武林吉牧师）
- 《美国史略》（同蔚利高）
- 《旧约·但以理书》（福州语）
- 《大美国史略》

### 创作
- 《主日学之庇哩亚问答》
- 《福州音普通字教科书》
- 《革除缠足论》（同保灵牧师夫人）
- 《宗教观》
- 《绂丞七十自序》

## 家族
黄乃裳共七子四女：
原配謝氏，兩子兩女：
- 長子育东（景岱，1876年—？）
- 次子育甫（景崧，1887年—？）
- 長女瑞瓊（1874年—1905年）适林文庆医生（1869年－1957年，第二任廈門大學校長）[1]
  - 林可胜（1897年－1969年，中华民国卫生部部长、中国生理学之父）=Margaret Torrance[18]
    - 子James Torrance Lim（1927—2003年）娶Beatrice Desnoes[18][19]
    - 女Euphemia (Effie) Lim（1923—1989年）[18]
- 次女淑瓊（1882年—1937年）适伍连德博士（1879年－1960年），中国检疫与防疫事业的先驱，平伏1910—1911年中國東北大鼠疫。[1]
  - 生三子，皆早逝。[20]

继室钱氏（1876年—1970年），五子兩女：
- 三子育西（景岐，1897年—？）
- 四子育倜（景峒，1903年—？）
- 五子育儻（景岳，1906年—1996年之後）娶林鼎姜[21][22]
  - 長孫贤檥（1930年—2019年）娶黄磊[21]
    - 曾孫（三）女黄碧瑶（Dr. Anne Pang，1958年—，澳洲莫納什大學2008年博士论文《黃乃裳：一位晚清民初中國基督教徒改革者》）[21][22]適吴国树（李小龙表弟、咏春拳大师叶问徒孙[23]，2013年賽馬墨尔本杯及2014年賽馬澳洲杯（英语：Australian Cup）冠軍马主）[24]
      - 外玄孫吴育刚（1984年—），好莱坞演员，影片作品有破晓开战（2011年）、卧虎藏龙：青冥宝剑（2016年）马可·波罗 (电视剧)第二季（2016年）[23]、及摘金奇缘（2018年）[24][25]，也曾为新警察故事（2004年）进行英语配音。[26]
      - 外玄孫吴育家（John Pang），2015年已进入医药企业，开发治疗关节炎的药品多肽。[24]
      - 外玄孫女，居悉尼[27]
- 六子育卓（景峥，1910年—1992年之后）[28]
- 七子育杰（景嵘，1913年—1992年之后）[28]
- 三女珊瓊（1899年—？）=陈其田（燕京大学法学院长）[1][29][30]
  - 儿子陈秀琪[31]
- 四女伍瓊（1917年—？）=吴蔚然（1920年—2016年，1996年获得中国医学最高荣誉白求恩奖章）[32]